# Pittosporum tonkinense
Pittosporum tonkinense là một loài thực vật có hoa trong họ Pittosporaceae. Loài này được Gagnep. miêu tả khoa học đầu tiên năm 1908.